# 一宇村
一宇村（いちうそん）は、かつて徳島県の美馬郡にあった村である。2005年3月1日、貞光町・半田町と合併しつるぎ町となった。
昭和22年には人口8,000人以上が暮らし商店街も存在したが、2020年4月の人口は約700人。
地域には人口1人の十家など限界集落も多く、過疎地に指定されている。
かつてはスキーなどのレジャー観光が盛んであった。地元ではしばしば「いっちゅう」と発音される。

## 地理
徳島県の西部に位置した。村のほとんどが山林だった。
- 川：貞光川、明谷川、片川

### 隣接していた自治体
- 徳島県
  - 美馬郡 半田町、貞光町、穴吹町、木屋平村
  - 三好郡 東祖谷山村

## 沿革
- 1889年10月1日 - 町村制施行に伴い、一宇口山村・一宇奥山村が合併し、一宇村が成立。
- 2005年03月1日 - 半田町・貞光町と合併し、つるぎ町となる。

## 教育
- 高等学校
  - 徳島県立穴吹高等学校一宇分校【2005年3月に廃校】
- 中学校
  - 一宇村立一宇中学校（現つるぎ町立一宇中学校）【2010年4月より休校】
- 小学校
  - 一宇村立古見小学校（現つるぎ町立古見小学校）【2015年4月より休校】
  - 一宇村立片川小学校【1997年4月より休校】

## 交通

### 鉄道
村内に鉄道路線なし。最寄駅はJR四国徳島線貞光駅。

### 道路
- 一般国道
  - 国道438号
- 県道
  - 徳島県道259号一宇古宮線
  - 徳島県道260号中野木屋平線
  - 徳島県道261号菅生伊良原線
  - 徳島県道304号木地屋赤松線

## 特産品
- 田楽
- アメゴ
- 柿
- 蕎麦米

## 名所・旧跡・観光スポット・祭事・催事
- 一宇峡
- 夫婦池
- 土釜
- 石堂神社
- 巨樹の里
- 剣山スキー場
- 悲恋駒止桜

## 出身人物
- 都郷鐸堂（書家）

## 十家集落とモノレール（モノラック）
テレビ朝日系『ナニコレ珍百景3時間スペシャル・史上最強！驚きのニッポン衝撃風景グランプリ』（2008年）、や立松和平の毎日新聞寄稿で紹介された集落。十家集落に行くためにはモノラックと称するモノレールに約40分揺られるか、徒歩で約60分の山道を行くしかなかった。郵便物の配達も徒歩で往復2時間をかけて行われた。杉林を抜け、雲の上に来たかのような場所にあると紹介された。なお、モノレールは十家集落住民に利用が限られた。
| 十家モノレールの麓乗降場（2024年） |  | 十家モノレールの麓乗降場（2024年） |
| 十家モノレールの麓乗降場（2024年） |  |                                    |